# Diocesi di Maumere
La diocesi di Maumere (in latino Dioecesis Maumerensis) è una sede della Chiesa cattolica in Indonesia suffraganea dell'arcidiocesi di Ende. Nel 2021 contava 291.599 battezzati su 334.484 abitanti. È retta dal vescovo Ewaldus Martinus Sedu.

## Territorio
La diocesi comprende la reggenza di Sikka nella parte centro-orientale dell'isola indonesiana di Flores.
Sede vescovile è la città di Maumere, dove si trova la cattedrale di San Giuseppe.
Il territorio è suddiviso in 36 parrocchie.

## Storia
La diocesi è stata eretta il 14 dicembre 2005 con la bolla Verbum glorificantes Dei di papa Benedetto XVI, ricavandone il territorio dall'arcidiocesi di Ende.

## Cronotassi dei vescovi
Si omettono i periodi di sede vacante non superiori ai 2 anni o non storicamente accertati.
- Vincentius Sensi Potokota † (14 dicembre 2005 - 14 aprile 2007 nominato arcivescovo di Ende)
- Gerulfus Kherubim Pereira, S.V.D. † (19 gennaio 2008 - 14 luglio 2018 ritirato)
- Ewaldus Martinus Sedu, dal 14 luglio 2018

## Statistiche
La diocesi nel 2021 su una popolazione di 334.484 persone contava 291.599 battezzati, corrispondenti all'87,2% del totale.
| anno | popolazione | popolazione | popolazione | presbiteri | presbiteri | presbiteri | presbiteri                | diaconi | religiosi | religiosi | parrocchie |
| anno | battezzati  | totale      | %           | numero     | secolari   | regolari   | battezzati per presbitero | diaconi | uomini    | donne     | parrocchie |
| ---- | ----------- | ----------- | ----------- | ---------- | ---------- | ---------- | ------------------------- | ------- | --------- | --------- | ---------- |
| 2005 | 259.598     | 270.000     | 96,1        | 123        | 60         | 63         | 2.110                     |         | 47        | 150       | 30         |
| 2012 | 274.273     | 300.328     | 91,3        | 150        | 58         | 92         | 1.828                     |         | 889       | 310       | 35         |
| 2013 | 271.176     | 306.269     | 88,5        | 169        | 60         | 109        | 1.604                     |         | 894       | 330       | 35         |
| 2016 | 302.795     | 346.970     | 87,3        | 156        | 54         | 102        | 1.940                     |         | 471       | 232       | 36         |
| 2019 | 294.600     | 339.600     | 86,7        | 210        | 60         | 150        | 1.402                     |         | 568       | 159       | 36         |
| 2021 | 291.599     | 334.484     | 87,2        | 236        | 62         | 174        | 1.235                     |         | 591       | 241       | 36         |